# Бей ъф Пленти
Бей ъф Пленти (на английски: Bay of Plenty, в превод – „Залив на изобилието“) е един от 16-те региона на Нова Зеландия. Населението му е 305 700 жители (по приблизителна оценка от юни 2018 г.), а площта му е около 12 231 кв. км. Джейм Кук кръщава така прилежащия залив след като забелязва, че имало много храна в маорските селища разположени в днешния регион за разлика от друг залив който той нврекъл Повърти Бей в Нова Зеландия (Залив на Бедността). Първото записано европейско посещение е на Джеймс Кук през 1769 г.